# Platyrrhacus manserichus
Platyrrhacus manserichus är en mångfotingart som beskrevs av Chamberlin 1941. Platyrrhacus manserichus ingår i släktet Platyrrhacus och familjen Platyrhacidae. Inga underarter finns listade i Catalogue of Life.